# Mehanizirana brigada Granatieri di Sardegna
Mehanizirana brigada Granatieri di Sardegna (italijansko Brigata Mec. "Granatieri di Sardegna"; dobesedno Mehanizirana brigada Sardinski grenadirji) je mehanizirana brigada Italijanske kopenske vojske. Od leta 1993 brigada sodeluje v različnih mednarodnih misijah (Somalija, Albanija, Kosovo, Bosna, Irak,...). Trenutno izvaja tudi protokolarne naloge v Rimu.

## Zgodovina
Brigada nadaljuje tradicijo naslednjih vojaških enot: Gardna brigada (1831-1850), Grenadirska brigada (1850-52), Brigada Granatieri di Sardegna (1852-71; 1881-1934), Pehotna divizija Granatieri di Sardegna (1934-43), Grenadirska divizija (1944) in Pehotna divizija Granatieri di Sardegna (1948-76).

## Strutura
Trenutna
- Bojno-podporni bataljon "Granatieri di Sardegna" (Rim)
- 1. polk Granatieri di Sardegna (Rim)
  -  1. bataljon "Assietta" (Rim)
  -  2. bataljon "Cengio" (Spoleto)
- 8. konjeniški polk "Lancieri di Montebello" (Rim)
- 33. samovozni artilerijski polk "Acqui" (L'Aquila)

## Vodstvo
Poveljniki
- brigadni general Massimo Tantillo
- brigadni general Pietro Tagliarini
- brigadni general Gianfranco Amisano
- brigadni general Antonio Viesti
- brigadni general Mauro Riva
- brigadni general Mario Buscemi
- brigadni general Roberto Altina
- brigadni general Rolando Mosca Moschini
- brigadni general Armando Jones
- brigadni general Duilio Benvenuti
- brigadni general Donato Berardi
- brigadni general Renato Petean
- brigadni general Michele Corrado
- brigadni general Emilio Marzo
- brigadni general Giorgio Ruggieri
- brigadni general Antonello Falconi
- brigadni general Giuseppe Maggi
- brigadni general Domenico Rossi
- brigadni general Umberto Caparro
- brigadni general Giovanni Garassino
- brigadni general Massimiliano Del Casale
- brigadni general Antonio Venci
- brigadni general Giovanni Armentani
- brigadni general Filippo Ferrandu
- brigadni general Cesare Marinelli
- brigadni general Massimo Scala

## Galerija
- Grenadirji (Pariz, 2007)
- Grenadirji (2007)
- Grenadirji (2007)